# Nezumia milleri
Nezumia milleri är en fiskart som beskrevs av Iwamoto, 1973. Nezumia milleri ingår i släktet Nezumia och familjen skolästfiskar. Inga underarter finns listade i Catalogue of Life.